# Pemphigus coluteae
Pemphigus coluteae är en insektsart. Pemphigus coluteae ingår i släktet Pemphigus och familjen långrörsbladlöss. Inga underarter finns listade i Catalogue of Life.